# Pfahlbausiedlung von Belvedere

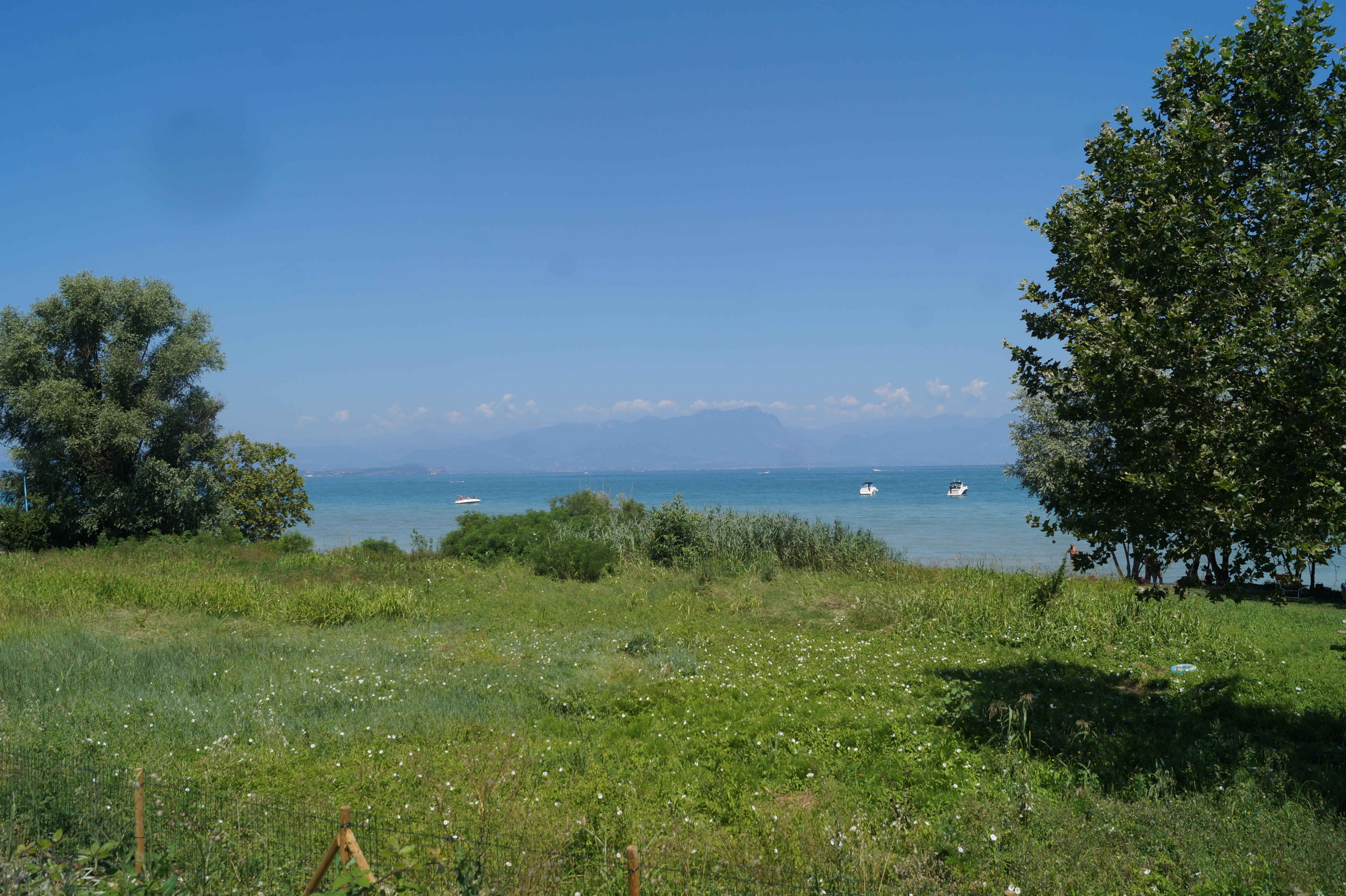
Blick auf die Stelle des Gardasees, wo die Pfahlbausiedlung von Belvedere entdeckt wurde

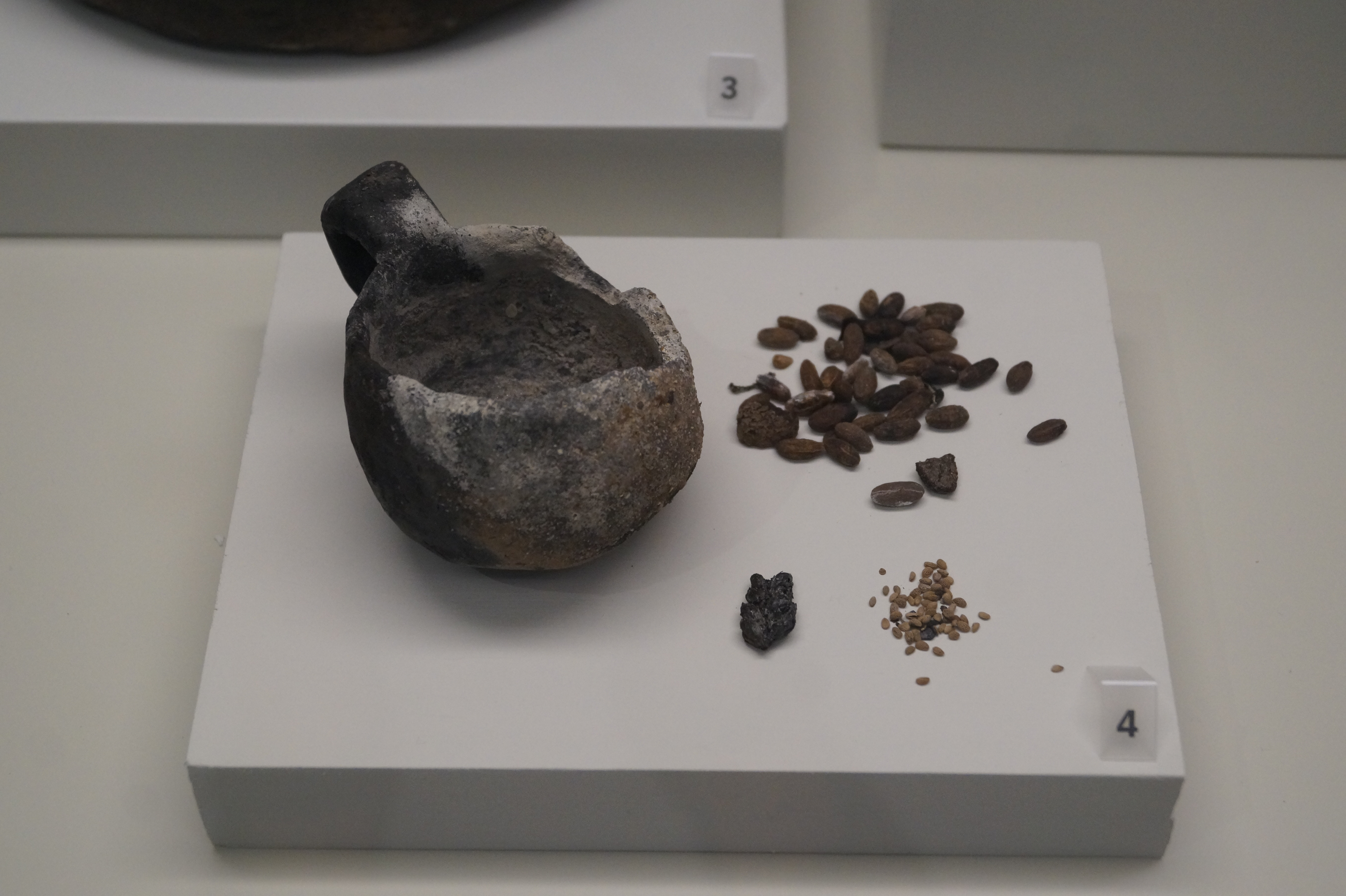
Kleine, kugelförmige Tasse, die eine verkohlte Ähre von Emmer (Triticum dicoccum) und andere Samen enthielt

Die Pfahlbausiedlung von Belvedere (italienisch Sito palafitticolo Belvedere) war eine bronzezeitliche Stelzensiedlung auf dem Gardasee auf dem Gebiet der italienischen Gemeinde Peschiera del Garda. Sie ist eine der 111 Prähistorischen Pfahlbauten um die Alpen, die 2011 in die Liste des UNESCO-Welterbes aufgenommen wurden und hat die Referenznummer 1363-106 oder IT-VN-04.

## Erforschung
Die Stätte wurde erst in den 1990er Jahren entdeckt. Die Untersuchungen zwischen 1994 und 2003 und nochmals 2005 wurden von der Soprintendenza per i Beni Archeologici del Veneto unter der Leitung von Luigi Fozzati durchgeführt. Die Arbeiten wurden durch die Scuola di Archeologia Subacquea Lacustre dell'Unio (Associazione Culturale Subacquea del Lago di Garda) und Unterwasserarchäologen der Università Ca’ Foscari di Venezia unterstützt. Die Stätte wurde kartografiert und zwischen 1998 und 2005 wurden etwa 600 Holzproben genommen, um sie dendrologisch und dendrochronologisch zu untersuchen. Es wurden jedoch keine Grabungen vorgenommen.

## Beschreibung
Die Pfahlbausiedlung von Belvedere liegt etwa 250 m vom südlichen Ufer des Gardasees entfernt. Benannt wurde sie nach dem Hotel Belvedere, das direkt südlich der Fundstätte an der Via Bell'Italia im Westen von San Benedetto, einem Ortsteil von Peschiera del Garda, liegt. Sie hat eine Fläche von 22.500 m² und liegt in einer mittleren Tiefe von 3 m. Zum Schutz der Stätte wurde eine Pufferzone von 12,46 ha eingerichtet. Man entdeckte etwa 1200 Pfeilerstümpfe, die aus dem Seegrund ragten. Es konnten mindestens zwei Siedlungsphasen festgestellt werden. Die erste, frühbronzezeitliche Phase (FBZ IA) reichte vom 21. bis zum 20. Jahrhundert v. Chr. (2060 – 1953 ± 10 kal. v. Chr.). Die zweite Phase wurde ans Ende des 17. Jahrhunderts v. Chr. (1617 ± 10 kal. v. Chr.), also in die Übergangszeit von der frühen zur mittleren Bronzezeit, datiert. Die Datierung der Holzproben zeigt, dass während der Nutzungsphase immer wieder Pfeiler erneuert werden mussten.
Unter den wenigen Funden, die man entdeckte, befand sich eine kleine, kugelförmige Tasse, die eine verkohlte Ähre von Emmer (Triticum dicoccum) und andere Samen enthielt. Außerdem entdeckte man eine Spinnwirtel aus Stein. Die Funde sind im Museo Archeologico Nazionale di Verona ausgestellt.